# Hans Dehlinger
Hans Dehlinger (* 1939 in Stetten im Remstal;) ist ein deutscher Planungs– und Designwissenschaftler, Digitalkünstler / Algorist und war Professor für Grundlagen des Industrial Design in Kassel.

## Leben und Werk
Dehlinger studierte nach der Schreinerlehre und dem Abitur über den zweiten Bildungsweg von 1961 bis 1968 Architektur an der TH Stuttgart mit dem Abschluss Dipl.–Ing. Architekt. Anschließend wechselte er als Stipendiat in die USA an die University of California, Berkeley, wo er 1969 mit dem M.Arch. abschloss. Dort arbeitete er ab 1970 als Teaching Associate am College of Environmental Design. 1973 wechselte er als Oberassistent zum Institut für Grundlagen der Planung an der Universität Stuttgart, wo er bis 1980 blieb. In beiden Positionen arbeitete er unter Horst Rittel. 1978 promovierte er zum Ph.D. an der University of California, Berkeley.
In dieser Zeit hatte er (u. a. über Rittel) engen Kontakt mit der Heidelberger Studiengruppe für Systemforschung und war an einigen wegweisenden Forschungsprojekten beteiligt, so z. B. an der „Entwicklung eines Dokumentationssystems für die Parlamentsmaterialien des Deutschen Bundestages“ 1969/70 und IBIS.
1981 wurde Dehlinger als Professor für Grundlagen des Industrial Design an den Fachbereich Produktdesign der Universität Kassel berufen. Er stärkte die Ausrichtung des Design und der Planung Richtung Systemtheorie durch Helmut Krauch, Lucius Burckhardt und den damaligen Präsidenten Ernst Ulrich von Weizsäcker. Er war Zweitmitglied im Fachbereich Architektur.
Kern seiner Lehrtätigkeit war die Veranstaltung "Einführung in die Grundlagen und Methoden des Planens und Entwerfens", welche auf der systematischen Lehre mit Rittel und Jean-Pierre Protzen in Berkley und Stuttgart aufbaute und als Grundstudiumfach in Design und Architektur prägend war. Ein weiterer Schwerpunkt war sein früher Einsatz des Computers im Design. Er gründete 1991 das Institut für Rechnergestütztes Darstellen und Entwerfen an der Universität Kassel und leitete es bis zu seiner Pensionierung.
Als Zweitmitglied im Fachbereich Architektur unterlag er einem Promotionsrecht und war Doktorvater der seltenen Promotionen im Bereich Design.
Sein Forschungsschwerpunkt lag weiterhin auf dem Gebiet der Entwurfsmethodik, des computerunterstützten Entwerfens und des Entwurfs von Planungsinformationssystemen. Seine Publikationsliste umfasst eine Vielzahl von Aufsätzen, Tagungs- und Katalogbeiträgen sowie Veröffentlichungen des Institutes. Zu erwähnen ist die Veröffentlichung seines Vorlesungsscriptes bereits in den 90er Jahren im Internet.
2004 ging er in Pension und widmet sich seit dem seiner Kunst. Er lebt in Kassel.

## Kunst
Dehlinger begann in den 1980er Jahren mit seinem Kunstschaffen. Er nennt es selber Plottergraphie. Seine Werke sind der Computerkunst, genauer der Algorithmischen Kunst zuzuordnen. Seine Werke wurden in einer Vielzahl von Ausstellungen im In- und Ausland gezeigt und veröffentlicht, darunter seit 1989 regelmäßig auf der SIGGRAPH.

## Veröffentlichungen (Auszug)
- Fang You, Hans Dehlinger u. a.: Generative Art: Aesthetic Events from Experiments with Lines and Squares. Lingnan Art publishing house, 2010, ISBN 978-7-5362-4439-9.
- Johanna Dehlinger, Hans Dehlinger (Hrsg.): Architecture - Design Methods - Inca Structures: Festschrift for Jean-Pierre Protzen. kassel university press, 2009, ISBN 978-3-89958-668-8.
- Generative Art: Fuzzy Polygon Clipping in Program Generated Line Oriented Drawings. In: Günther R. Raidl u. a. (Hrsg.): Applications of Evolutionary Computing. Proceedings of EvoWorkshops 2004, Springer-Verlag Berlin/Heidelberg 2004, ISBN 3-540-21378-3.
- Excerpts from the 1999 War Refugees Counting table. Plotterdrawing, In: Electronic Art and Animation Catalog. ACM SIGGRAPH, Computer Graphics Annual Conference Series 2001, ISBN 1-58113-405-3.
- Geplantes Sichtbarmachen: Entwerferisches Antizipieren und seine methodische Unterstützung durch visuelle Simulation. (Schriften der Hessischen Akademie der Forschung und Planung im Ländlichen Raum). Kassel 1998, ISBN 3-928069-73-X.
- Design für einen Fachbereich. Strukturplan und Materialien zum Strukturplan. Fachbereich Produkt-Design, Universität Gh Kassel, Band 1 und 2, August 1995.
- Vom Problem zum Projekt - und zurück. In: Social-Management. Magazin für Organisation und Innovation, Heft 1/1992, Nomos-Verlag, Baden-Baden 1992.
- Evaluation: Measurement of Performance in Product Design. Arbeitsberichte aus dem Fachgebiet Design-Theorien und -Methoden, Nr. 1/89, Jan. 1989, Gesamthochschule Kassel, ISBN 3-88122-560-9.
- Gut in Form: Gelungenes Design geht vom Brauchen der Dinge aus / Neue Studienordnung Produkt-Design. In: Prisma. Zeitschrift der Gesamthochschule Kassel, Nr. 34, 1985.
- Linienspiele: Mit dem Computer erzeugte Strichestrukturen. Gesamthochschule Kassel, Fachbereich Produkt-Design, Gesamthochschulbibliothek, 1984, ISBN 3-88122-199-9.
- Access to Instrumental Knowledge in Architectural Design. Dissertation, University of California, Berkeley 1977.
- H. Dehliner, J.–P. Protzen: Debate and Argumentation in Planning: An Inquiry into Appropriate Rules and Producers. Institute of Urban and Regional Development, Working Paper No. 178, University of California, Berkeley Mai 1972.

## Ausstellungen (Auszug)
- Berlin - Think Line 2, DAM–Gallery Berlin, 19. November 2011 – 21. Januar 2012.
- Art Escapes 2007, Sala de Rectorat de la Universitat Politecnico di Valencia April 11. - May 15. 2007.
- SIGGRAPH Art Gallery, The 32nd International Conference on Computer Graphics and Interactive Techniques, SIGGRAPH 2005, Los Angeles, USA, 31. July - 4. August 2005.
- Drawing, the Process, London, Kingston School of Art, 2003.
- GA2000, Politecnico di Milano, Dezember 2000.
- Heinz Nixdorf Museums Forum, Paderborn, 2. Februar – 2. März 1997.
- Zeichnungen aus Algorithmen, Einzelausstellung im Forum Leverkusen im Rahmen der Ausstellungsreihe "Junge digitale Bilderkunst", November / Dezember 1995.
- ISEA ´95, Sixth International Symposium on Electronic Art, Montréal, Kanada, 14. September 24. September 1995.
- North China University of Technology, Beijing 16. September. 07. October 1991.
- SISEA Second International Symposium on Electronic Art, Computer Art Exhibition, Groningen, Holland, November 12, November 16, 1990.
- ComputerGrafik in Erevan, Aram Khatschaturjan Museum, Erevan, VR Armenien, 7. Oktober 17. Oktober 1990.
- Prints & Plots, Sonderausstellung auf der internationalen Computermesse C´86 12. Juni 15. Juni 1986, Köln